# 1957년
1957년은 화요일로 시작하는 평년이다.

## 사건
- 1월 5일 - 연희대학교가 세브란스병원과 통합하여 연세대학교로 교명을 변경.
- 3월 6일 - 가나가 영국령으로부터 독립.
- 3월 8일 - 가나 공화국 유엔 가입.
- 3월 25일 - 로마 조약이 체결.
- 5월 21일 - 중국, 장보쥔 민주동맹부주석,민주당파의 정치참여를 요구.
- 7월 29일 - 국제원자력기구 설립.
- 8월 21일 - 소비에트 연방, 대륙간탄도탄(ICBM) 실험에 성공.
- 8월 31일 - 말레이시아, 영국으로부터 독립.
- 9월 1일 - 대한민국, 가짜 이강석(李康石.이승만 대통령 양아들) 사건의 주인공 강성병(姜聖炳), 대구에서 검거.
- 9월 9일 - 미국, 흑인투표권 보장.
- 10월 4일 - 소비에트 연방이 지구 궤도에 오른 첫 인공위성인 스푸트니크 1호를 발사하다.
- 10월 15일 - 우한장강대교 개통
- 11월 6일 - 중국군사대표단 (단장: 펑더화이), 소련방문 (∼12. 3); 소련정부 수뇌와 회담.

## 문화
- 9월 15일 - AFN Korea(AFKN) TV 방송개시. (채널 2)
- 9월 26일 - 브로드웨이에서 뮤지컬 《웨스트 사이드 스토리》 첫 공연.
- 10월 9일 - 한글학회, 《우리말 큰사전》(전6권) 30년 만에 완간.
- 10월 10일 - KBS 라디오 드라마 KBS 무대 첫방송.
- 11월 3일 - 소비에트 연방, 스푸트니크 2호에 개 '라이카'를 실어서 발사. 지구 포유동물 사상 최초의 우주 공간 체험으로 기록됨.
- 보잉 707이 출시되다.

## 탄생

### 1월
- 1월 1일
  - 대한민국의 방송인, 전(前) 아나운서, 기자 한종희.
  - 일본의 기타리스트 노로 잇세이.
- 1월 3일
  - 대한민국의 트로트 가수 최진희.
  - 대한민국의 정치인 이우현.
- 1월 4일 - 대한민국의 정치인 이갑준.
- 1월 8일 - 대한민국의 성우 도용구.
- 1월 9일
  - 대한민국의 정치인 윤후덕.
  - 스페인의 축구 선수 마누엘 사라비아.
- 1월 10일
  - 대한민국의 배우, 공연 제작자 송승환.
  - 대한민국의 바둑 기사 김동엽.
- 1월 11일 - 잉글랜드이 전 축구 선수, 축구 감독 브라이언 롭슨,
- 1월 15일
  - 미국의 작가 로버트 라이트.
  - 미국의 영화감독 마리오 밴 피블스.
- 1월 16일
  - 대한민국의 기업인 김효준.
  - 아르헨티나의 배우 리카르도 다린.
- 1월 20일
  - 체첸 공화국 대통령 알루 알하노프.
  - 대한민국의 성우 황윤걸.
- 1월 21일 - 대한민국의 정치인 김부겸.
- 1월 22일 - 대한민국의 공무원, 정치인 김광신.
- 1월 23일
  - 대한민국의 농부, 지방의원 박창석.
  - 모나코의 공녀 모나코 공녀 카롤린.
- 1월 24일
  - 대한민국의 배우 이은철.
  - 미국의 농구 선수 마크 이턴. (~2021년)
- 1월 25일 - 대한민국의 미술가 김호연. (~2023년)
- 1월 26일 - 케냐의 배우 딥 로이.
- 1월 28일
  - 대한민국의 정치인 김동연.
  - 대한민국의 로마 가톨릭교회 성직자 손희송.

### 2월
- 2월 1일 - 대한민국의 정치인. 민선5·6기 서울특별시 금천구청장 차성수.
- 2월 4일
  - 일본의 정치인, 내각총리대신 이시바 시게루.
  - 대한민국의 전문기업인 강승훈.
- 2월 5일 - 대한민국의 신문인 정재헌.
- 2월 11일 - 네덜란드의 화가 피터 클라쇼스트. (~2024년)
- 2월 12일
  - 대한민국의 정치인 강금실.
  - 대한민국의 바둑 기사 나종훈.
  - 일본의 작곡가, 편곡가, 음악 프로듀서 타케베 사토시.
- 2월 13일 - 일본의 권투 선수 오기와라 치하루. (~2024년)
- 2월 14일
  - 대한민국의 물리학자 남창희.
  - 대한민국의 배우 장명남. (~2021년)
- 2월 15일 - 대한민국의 기초단체장으로 민선 5기 경기도 안산시 시장 김철민.
- 2월 17일 - 대한민국의 배우 최정우. (~2025년)
- 2월 18일 - 미국의 배우, 휠 오브 포춘의 사회자 바나 화이트.
- 2월 19일
  - 잉글랜드의 배우 레이 윈스턴.
  - 오스트리아의 음악가 팔코.
- 2월 20일
  - 대한민국의 기업인 명형섭.
  - 한국계 미국인 무술가 김동진. (~2015년)
- 2월 22일 - 잉글랜드의 배우 로버트 배서스트.
- 2월 24일
  - 대한민국의 성우 임은정.
  - 스페인의 축구 선수 라파엘 고르디요.
- 2월 27일
  - 영국의 기타리스트 아드리안 스미스.
  - 영국의 배우 티머시 스폴.
- 2월 28일
  - 대한민국의 전직 씨름 선수 이봉걸.
  - 미국의 배우 겸 영화 감독 존 터투로.

### 3월
- 3월 2일 - 대한민국의 가수 배일호.
- 3월 6일 - 대한민국의 정치가 정두언. (~2019년)
- 3월 7일
  - 대한민국의 기업인 권영수.
  - 영국의 소설가 로버트 해리스.
- 3월 8일
  - 미국의 영화배우 신시아 로즈록.
  - 일본의 가수, 성우 호리에 미츠코.
- 3월 10일
  - 대한민국의 가수 김상배.
  - 알카에다의 전 지도자 오사마 빈라덴. (~2011년)
- 3월 11일
  - 대한민국의 삽화가 한성옥.
  - 러시아의 레슬링 선수 부바이사르 사이티예프. (~2025년)
- 3월 13일
  - 대한민국의 정치인 박성호.
  - 대한민국의 법조인 김용덕.
  - 일본의 전 프로 야구 선수, 야구 지도자, 야구 해설가·평론가 다카하시 요시히코.
- 3월 14일
  - 대한민국의 야구 선수 이철성.
  - 이탈리아의 정치인 프란코 프라티니. (~2022년)
- 3월 15일 - 대한민국의 야구 선수 김종수.
- 3월 17일 - 대한민국의 정치인 박용갑.
- 3월 19일 - 이탈리아의 배우 클라우디오 비시오.
- 3월 20일 - 미국의 배우, 영화 감독 스파이크 리.
- 3월 23일
  - 대한민국의 권투 선수 박찬희.
  - 대한민국의 축구 선수 신윤기. (~1999년)
  - 대한민국의 전 야구 선수 감사용.
- 3월 25일 - 대한민국의 화가 류영신.
- 3월 26일
  - 대한민국의 언론인, 정치인 박광온.
  - 대한민국의 성우 전기병.
- 3월 28일
  - 대한민국의 배우 류재필.
  - 대한민국의 부산대학교 일반사회학과 교수였고, 제17대 부산광역시교육감 김석준.
  - 미국의 육상 선수 하비 글랜스. (~2023년)
- 3월 29일 - 프랑스의 배우, 소설가, 영화 프로듀서 크리스토퍼 램버트.
- 3월 30일 - 이란의 배우 아틸라 페시아니. (~2023년)

### 4월
- 4월 1일 - 미국의 배우, 텔레비전 배우, 영화배우 데니즈 니커슨. (~2019년)
- 4월 2일 - 대한민국의 가수 노사연.
- 4월 3일 - 폴란드의 총리 한나 수호츠카.
- 4월 4일
  - 핀란드의 영화 감독 아키 카우리스매키.
  - 일본의 축구 선수 기무라 다카히로.
  - 멕시코의 마약밀수자 호아킨 구스만.
- 4월 5일
  - 대한민국의 가수 인순이.
  - 대한민국의 가수 진미령.
- 4월 6일 - 대한민국의 연쇄살인자 온보현. (~1995년)
- 4월 7일
  - 대한민국의 배우 김갑수.
  - 대한민국의 가수 김수철.
- 4월 8일 - 일본의 레슬링 선수 오타 아키라.
- 4월 9일 - 프랑스의 펜싱 선수 필리프 리부.
- 4월 12일 - 프랑스의 영화배우 수잔느 더글러스. (~2021년)
- 4월 14일 - 캐나다의 배우 로데어 블루토.
- 4월 19일 - 일본의 전 정치인 이시하라 노부테루.
- 4월 22일
  - 홍콩의 배우 루전순.
  - 폴란드의 총리 도날트 투스크.
- 4월 25일
  - 대한민국의 가수 이용.
  - 대한민국의 배우, 소설가 김정수.
- 4월 28일 - 루마니아의 배우 테오도르 코반. (~2023년)
- 4월 29일
  - 대한민국의 정치인 조길형.
  - 영국의 배우 다니엘 데이 루이스.
- 4월 30일 - 대한민국의 정치인 홍영표.

### 5월
- 5월 2일 - 대한민국의 가수 장은숙.
- 5월 5일 - 영국의 배우 리처드 E. 그랜트.
- 5월 10일 - 영국의 가수 시드 비셔스. (~1979년)
- 5월 13일 - 홍콩의 정치인 캐리 람.
- 5월 14일
  - 대한민국의 정치인 황교안.
  - 일본의 배우 후루오야 마사토. (~2003년)
- 5월 19일 - 대한민국의 축구 선수, 축구 감독 박말봉. (~2016년)
- 5월 20일
  - 대한민국의 교수, 음향기사 배명진.
  - 일본의 정치인 노다 요시히코.
- 5월 21일 - 네덜란드의 배우 레네이 사우텐데이크.
- 5월 22일 - 대한민국의 정치인 이종걸.
- 5월 24일 - 체코의 소설가 테레자 보우치코바.
- 5월 25일
  - 대한민국의 전 야구 선수, 현 야구 코치 박정환.
  - 대한민국의 성우 이나미.
- 5월 26일 - 영국의 살인자 메리 벨.
- 5월 27일 - 미국의 프로레슬링 선수 에릭 비쇼프.
- 5월 29일 - 프랑스 수학자 장크리스토프 요코즈. (~2016년)

### 6월
- 6월 1일 - 일본의 유도 선수 겸 행정가 야마시타 야스히로.
- 6월 3일 - 미국의 수영 선수 맷 보글.
- 6월 6일
  - 대한민국의 성우 권영운.
  - 대한민국의 정치인 이차수. (~2020년)
  - 대한민국의 법조인, 대법원장 조희대.
- 6월 7일 - 도미니카공화국의 가수 후안 루이스 게라.
- 6월 9일
  - 대한민국의 정치인 양준욱.
  - 대한민국의 로봇공학자 김홍석. (~2022년)
- 6월 12일 - 대한민국의 배우 유퉁.
- 6월 13일
  - 러시아의 축구 선수 리나트 다사예프.
  - 미국의 정치인 로이 쿠퍼.
- 6월 14일 - 미국의 소설가 모나 심프슨.
- 6월 15일 - 대한민국의 영화 감독 이규형. (~2020년)
- 6월 16일 - 대한민국의 정치인 유정복.
- 6월 18일 - 스페인의 축구 선수 미겔 앙헬 로티나.
- 6월 19일 - 스웨덴의 정치가 안나 린드. (~2003년)
- 6월 20일 - 대한민국의 성우 이진화.
- 6월 21일 - 파키스탄의 배우 사바 하미드.
- 6월 22일 - 대한민국의 행정학과 교수 김인철.
- 6월 23일
  - 대한민국의 현대미술 작가 박이소.
  - 미국의 배우 프랜시스 맥도먼드.
- 6월 24일 - 미국의 정치인 마크 파킨슨.
- 6월 26일 - 대한민국의 정치인 오병윤.
- 6월 27일 - 대한민국의 야구 선수 차영화.
- 6월 29일 - 대한민국의 배우 안해숙.

### 7월
- 7월 2일 - 캐나다의 레슬링 선수 브렛 하트.
- 7월 3일 - 대한민국의 성우 김정애.
- 7월 4일 - 에스토니아의 배우 안네 베사르.
- 7월 10일 - 대한민국의 시인 김종임.
- 7월 11일 - 대한민국의 정치인 박상수.
- 7월 12일
  - 대한민국의 경제학자 및 정치인 류성걸.
  - 일본의 야구 선수, 야구해설가 기타벳푸 마나부. (~2023년)
- 7월 16일 - 대한민국의 정치인 이성호.
- 7월 18일 - 잉글랜드의 골프 선수 닉 팔도.
- 7월 19일 - 대한민국의 정치인 김조원.
- 7월 21일
  - 대한민국의 성우 박영화.
  - 미국의 배우 존 로비츠.
- 7월 23일
  - 대한민국의 성우 한인숙.
  - 대한민국의 성우 박홍식.
- 7월 24일 - 우즈베키스탄의 대통령, 정치인 샤브카트 미르지요예프.
- 7월 26일 - 홍콩의 영화 배우, 영화 제작자 원표.
- 7월 27일
  - 대한민국의 천문학자 박석재.
  - 미국의 배우 빌 잉그볼.
- 7월 29일 - 일본의 정치인 기시다 후미오.
- 7월 30일
  - 일본의 만화가 도베 게이코. (~2010년)
  - 일본의 성우 호리우치 켄유.
  - 아르헨티나의 전 축구 선수 네리 품피도.

### 8월
- 8월 2일
  - 대한민국의 성우 이종혁.
  - 대한민국의 기업인 구본걸.
- 8월 3일 - 대한민국의 바둑 기사 장명한. (~2024년)
- 8월 5일 - 오스트레일리아의 배우 조앤 새뮤얼.
- 8월 6일 - 대한민국의 성우 정경애. (~1997년)
- 8월 7일 - 미국의 만화가 폴 디니.
- 8월 9일 - 미국의 배우 멜러니 그리피스.
- 8월 11일
  - 일본의 기업인 손정의.
  - 일본의 기업인 손 마사요시.
- 8월 12일
  - 대한민국의 가수 김학래.
  - 대한민국의 야구 선수 성낙수.
- 8월 13일
  - 대한민국의 배우 박찬환.
  - 대한민국의 벤처기업인 조현정.
- 8월 14일 - 대한민국의 행정관료 출신 정치인 정일영.
- 8월 15일 - 대한민국의 정치인 윤석만.
- 8월 16일 - 대한민국의 야구 선수 송진호.
- 8월 17일 - 영국의 전직 피겨 스케이팅 선수 로빈 커즌스.
- 8월 18일
  - 대한민국의 성우 최병상. (~2008년)
  - 프랑스의 배우 카롤 부케.
- 8월 20일
  - 대한민국의 영화 감독 이명세.
  - 스웨덴의 배우 마뤼 스테빈.
- 8월 21일 - 대한민국의 기업인 오영국.
- 8월 24일 - 일본의 정치인 이와야 다케시.
- 8월 26일 - 일본의 성우 난바 케이이치.
- 8월 27일 - 일본의 사진기자 나가이 겐지. (~2007년)
- 8월 28일 - 크로아티아의 제4대 대통령 이보 요시포비치.
- 8월 30일 - 대한민국의 시인 박남준.

### 9월
- 9월 1일
  - 대한민국의 언론인, 정치인 유종필.
  - 미국의 가수 글로리아 에스테판.
- 9월 3일 - 대한민국의 은행인 김문규.
- 9월 5일
  - 대한민국의 배우 정규수.
  - 대한민국의 소방공무원 조송래.
- 9월 6일 - 포르투갈의 정치인 조제 소크라테스.
- 9월 7일 - 대한민국의 배우 박윤남.
- 9월 10일
  - 미국의 배우 케이트 버턴.
  - 일본의 재즈 가수 아야도 치에.
  - 러시아의 정치인 무라트 쟈지코프.
- 9월 12일
  - 대한민국의 정치인 이용삼. (~2010년)
  - 독일의 영화 음악가 한스 치머.
  - 일본의 성우 토다 게이코.
- 9월 18일 - 대한민국의 정치인 우원식.
- 9월 20일
  - 대한민국의 금융인 최종구.
  - 대한민국의 경찰 출신 정치인 이철규.
- 9월 21일
  - 대한민국의 야구 선수 김용철.
  - 미국의 영화 감독 에선 조엘.
- 9월 23일 - 인도네시아의 배우 에밀리아 콘테사. (~2025년)
- 9월 24일
  - 미국의 애니메이션 제작자 브래드 버드.
  - 싱가포르의 정치인 리셴양.
- 9월 25일 - 대한민국의 바둑 기사 임선근. (~2006년)
- 9월 26일
  - 이탈리아의 축구 선수 루이지 데 카니오.
  - 독일의 축구 선수 클라우스 아우겐탈러.
- 9월 29일 - 대한민국의 희극인 장두석. (~2024년)
- 9월 30일 - 미국의 배우 프랜 드레셔.

### 10월
- 10월 1일
  - 대한민국의 배우 강석우.
  - 대한민국의 축구 선수 박항서.
- 10월 2일 - 대한민국의 사회기관단체인 강학중.
- 10월 3일 - 대한민국의 바둑 기사 권갑용. (~2023년)
- 10월 4일 - 대한민국의 희극인 김창준.
- 10월 5일 - 대한민국의 성우 유동현.
- 10월 6일
  - 대한민국의 언론인, 정치인 이동관.
  - 미국의 정치인 리사 머카우스키.
- 10월 7일 - 미국의 싱어송라이더 마이클 W. 스미스.
- 10월 8일
  - 대한민국의 국회의원, 정치인 박승환.
  - 이탈리아의 축구 선수 안토니오 카브리니.
- 10월 9일
  - 대한민국의 성우 장세준. (~1997년)
  - 대한민국의 공무원 라승용.
- 10월 10일 - 일본의 만화가 타카하시 루미코.
- 10월 11일 - 미국의 고생물학자 폴 세레노.
- 10월 15일
  - 대한민국의 전 야구 선수, 현 야구 감독 장태수.
  - 인도의 영화감독 미라 네어.
  - 폴란드의 영화감독 파베우 파블리코프스키.
- 10월 18일
  - 미국의 관료, 투자가 게리 겐슬러.
  - 스웨덴의 배우 돌프 룬드그렌.
- 10월 19일 - 대한민국의 배우 김선화.
- 10월 23일
  - 대한민국의 기업인 서정진.
  - 폴란드의 축구 선수 아담 나바우카.
  - 르완다의 정치인, 군인 폴 카가메.
- 10월 27일
  - 타이완의 영화감독 차이밍량.
  - 잉글랜드의 전 축구 선수 글렌 호들.
  - 일본의 전 축구 선수 다카하시 신이치로.
- 10월 28일
  - 대한민국의 가수 김창남. (~2005년)
  - 아흐메트 카야. (~2000년)
  - 카자흐스탄의 가수 로자 림바예바.
- 10월 29일 - 미국의 배우 겸 성우 댄 카스텔라네타.

### 11월
- 11월 1일
  - 대한민국의 정치인 배기철.
  - 미국의 가수 및 배우 라일 로벳.
- 11월 2일 - 스위스의 전직 축구 선수, 축구 감독 뤼시앵 파브르.
- 11월 3일
  - 대한민국의 정치인 김정훈.
  - 스웨덴의 배우 돌프 룬드그렌.
- 11월 4일 - 오스트레일리아의 총리 토니 애벗.
- 11월 5일 - 미국의 모델, 배우 존 에릭 핵섬. (~1984년)
- 11월 6일
  - 대한민국의 시인 김기택.
  - 미국의 성우 캠 클라크.
- 11월 7일 - 대한민국의 노동운동가 박기순. (~1978년)
- 11월 12일 - 대한민국의 법조인, 정치인, 대학 교수 고승덕.
- 11월 15일
  - 대한민국의 배우 김홍석. (~2020년)
  - 대한민국의 바둑 기사 김수장.
  - 대한민국의 성우 임성표.
  - 키르기스스탄의 한국계 군인 보리스 유가이.
- 11월 16일 - 스웨덴의 배우 돌프 룬드그렌
- 11월 19일 - 대한민국의 성우 홍영란.
- 11월 21일 - 대한민국의 전직 서울특별시 노원구의원 김성환.
- 11월 22일 - 대한민국의 정치인 김기웅.
- 11월 25일
  - 대한민국의 배우 이동신.
  - 일본의 야구 선수, 야구 감독 오카다 아키노부.
- 11월 26일 - 미국의 시각 예술가 펠릭스 곤살레스토레스. (~1996년)
- 11월 27일 - 미국의 정치인 케럴라인 케네디.
- 11월 29일 - 일본의 전 축구 선수 스가마타 데쓰오.
- 11월 30일 - 대한민국의 외무공무원, 제4대 외교부 조현.

### 12월
- 12월 3일 - 대한민국의 기초의원 김영미. (~2024년)
- 12월 4일 - 미국의 프로그래머 에릭 레이먼드.
- 12월 7일
  - 일본의 소설가 모리 히로시.
  - 일본의 정치인 다카하시 가쓰노리.
- 12월 8일
  - 대한민국의 배우 반혜라.
  - 러시아의 정치인, 총리인 미하일 카시야노프.
- 12월 9일
  - 대한민국의 바둑 기사 강훈.
  - 미국의 싱어송라이터, 편곡가, 음반 프로듀서, 배우, 무용가, 방송MC, 성우, 소설가 도니 오즈먼드.
- 12월 10일 - 미국의 영화배우 마이클 클라크 덩컨. (~2012년)
- 12월 11일 - 대한민국의 성우 강구한.
- 12월 13일 - 미국의 영화 배우, 영화 감독 스티브 부세미.
- 12월 16일
  - 대한민국의 공무원 방하남.
  - 대한민국의 전직 씨름 선수 이준희.
- 12월 17일 - 중화인민공화국의 펜싱 선수 왕루이지.
- 12월 19일
  - 일본의 만화가 유키 마사미.
  - 일본의 성우 코스기 쥬로타.
- 12월 20일 - 대한민국의 정치인 안성일.
- 12월 21일 - 미국의 희극인 레이 로마노.
- 12월 23일 - 대한민국의 전 야구 선수, 현 야구 감독 정인교.
- 12월 24일
  - 대한민국의 정치인 오세봉. (~2024년)
  - 아프가니스탄의 대통령 하미드 카르자이.
- 12월 26일 - 대한민국의 도예가 전진희.
- 12월 28일 - 일본의 애니메이터, 애니메이션 연출가, 애니메이션 감독 기가미 요시지. (~2019년)
- 12월 30일 - 대한민국의 축구 심판 김영주.
- 12월 31일 - 대한민국의 배우 김보연.

### 미상
- 대한민국의 배우 강재일.
- 대한민국의 사진작가 김영갑. (~2005년)
- 대한민국의 소설가 김정현.
- 대한민국의 교수, 정치학자 김형준.
- 대한민국의 군인 박선우.
- 대한민국의 교수 변인자. (~2024년)
- 대한민국의 법조인 이성호.
- 아프가니스탄의 정치인 유니스 카누니.
- 덴마크의 전 축구 선수 프레벤 엘키에르 라르센.
- 대한민국의 교육인 김기수.
- 대한민국의 정치인 김영우.
- 대한민국의 공무원 박철규.
- 대한민국의 충청남도 아산시의원 유기준.
- 대한민국의 정치인 , 김제시의원 유기준.
- 대한민국의 기업인 이민웅.
- 대한민국의 대구광역시 북구의원 이성재.
- 대한민국의 전라북도 임실군의원 이성재.
- 대한민국의 기업인 이우현.
- 대한민국의 전 국민경제자문회의 부의장 이인호.
- 미국의 가수 제이미 앤더슨.
- 일본의 배우 치바 시게루.

## 사망

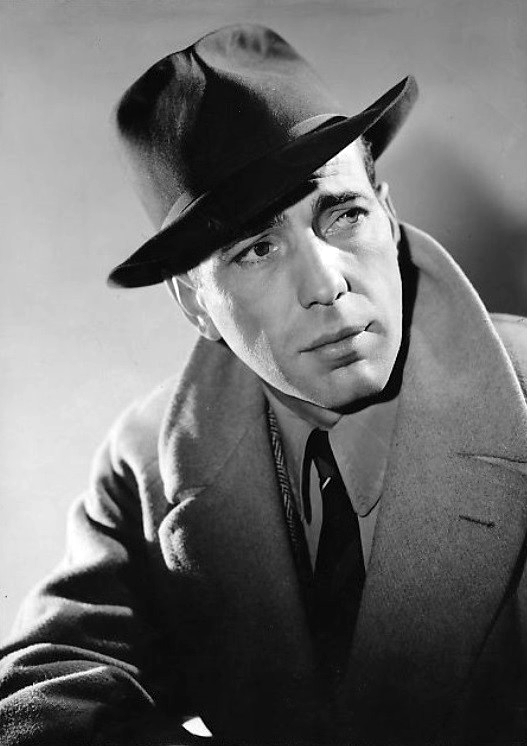
험프리 보가트

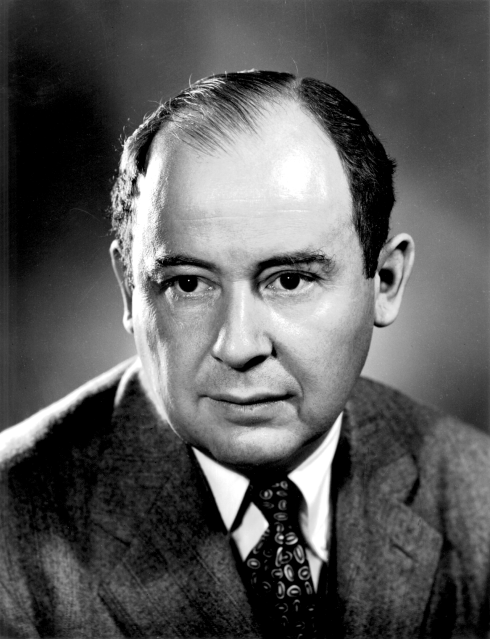
존 폰 노이만

조지프 매카시

- 1월 12일 - 러시아의 일본 야구 선수 빅토르 스타루힌. (1916년~)
- 1월 14일 - 미국의 배우 험프리 보가트. (1899년~)
- 1월 15일 - 일제강점기의 정치인, 군인, 독립운동가 지청천. (1888년~)
- 1월 20일 - 미국의 육상 선수 겸 작가 제임스 브렌던 코널리. (1868년~)
- 2월 8일 - 미국의 수학자 존 폰 노이만. (1903년~)
- 2월 9일 - 헝가리의 군인, 정치인 호르티 미클로시. (1868년~)
- 2월 19일 - 대한민국의 소설가 김내성. (1909년~)
- 5월 2일 - 미국의 정치인 조지프 매카시. (1908년~)
- 9월 20일 - 핀란드의 작곡가 장 시벨리우스. (1865년~)
- 12월 6일 - 일제 강점기의 연극배우, 연극 연출가 홍해성. (1894년~)
- 12월 26일 - 대한민국의 국회의원 백상규. (1880년~)

## 노벨상
- 문학상: 알베르 카뮈
- 물리학상: 양전닝, 리정다오
- 생리 의학상: 다니엘 보베
- 평화상: 레스터 볼스 피어슨
- 화학상: 알렉산도 토드

## 달력
| 1월 |    |    |    |    |    |    |
| 일  | 월 | 화 | 수 | 목 | 금 | 토 |
|     |    | 1  | 2  | 3  | 4  | 5  |
| 6   | 7  | 8  | 9  | 10 | 11 | 12 |
| 13  | 14 | 15 | 16 | 17 | 18 | 19 |
| 20  | 21 | 22 | 23 | 24 | 25 | 26 |
| 27  | 28 | 29 | 30 | 31 |    |    |

| 2월 |    |    |    |    |    |    |
| 일  | 월 | 화 | 수 | 목 | 금 | 토 |
|     |    |    |    |    | 1  | 2  |
| 3   | 4  | 5  | 6  | 7  | 8  | 9  |
| 10  | 11 | 12 | 13 | 14 | 15 | 16 |
| 17  | 18 | 19 | 20 | 21 | 22 | 23 |
| 24  | 25 | 26 | 27 | 28 |    |    |

| 3월 |    |    |    |    |    |    |
| 일  | 월 | 화 | 수 | 목 | 금 | 토 |
|     |    |    |    |    | 1  | 2  |
| 3   | 4  | 5  | 6  | 7  | 8  | 9  |
| 10  | 11 | 12 | 13 | 14 | 15 | 16 |
| 17  | 18 | 19 | 20 | 21 | 22 | 23 |
| 24  | 25 | 26 | 27 | 28 | 29 | 30 |
| 31  |    |    |    |    |    |    |

| 4월 |    |    |    |    |    |    |
| 일  | 월 | 화 | 수 | 목 | 금 | 토 |
|     | 1  | 2  | 3  | 4  | 5  | 6  |
| 7   | 8  | 9  | 10 | 11 | 12 | 13 |
| 14  | 15 | 16 | 17 | 18 | 19 | 20 |
| 21  | 22 | 23 | 24 | 25 | 26 | 27 |
| 28  | 29 | 30 |    |    |    |    |

| 5월 |    |    |    |    |    |    |
| 일  | 월 | 화 | 수 | 목 | 금 | 토 |
|     |    |    | 1  | 2  | 3  | 4  |
| 5   | 6  | 7  | 8  | 9  | 10 | 11 |
| 12  | 13 | 14 | 15 | 16 | 17 | 18 |
| 19  | 20 | 21 | 22 | 23 | 24 | 25 |
| 26  | 27 | 28 | 29 | 30 | 31 |    |

| 6월 |    |    |    |    |    |    |
| 일  | 월 | 화 | 수 | 목 | 금 | 토 |
|     |    |    |    |    |    | 1  |
| 2   | 3  | 4  | 5  | 6  | 7  | 8  |
| 9   | 10 | 11 | 12 | 13 | 14 | 15 |
| 16  | 17 | 18 | 19 | 20 | 21 | 22 |
| 23  | 24 | 25 | 26 | 27 | 28 | 29 |
| 30  |    |    |    |    |    |    |

| 7월 |    |    |    |    |    |    |
| 일  | 월 | 화 | 수 | 목 | 금 | 토 |
|     | 1  | 2  | 3  | 4  | 5  | 6  |
| 7   | 8  | 9  | 10 | 11 | 12 | 13 |
| 14  | 15 | 16 | 17 | 18 | 19 | 20 |
| 21  | 22 | 23 | 24 | 25 | 26 | 27 |
| 28  | 29 | 30 | 31 |    |    |    |

| 8월 |    |    |    |    |    |    |
| 일  | 월 | 화 | 수 | 목 | 금 | 토 |
|     |    |    |    | 1  | 2  | 3  |
| 4   | 5  | 6  | 7  | 8  | 9  | 10 |
| 11  | 12 | 13 | 14 | 15 | 16 | 17 |
| 18  | 19 | 20 | 21 | 22 | 23 | 24 |
| 25  | 26 | 27 | 28 | 29 | 30 | 31 |

| 9월 |    |    |    |    |    |    |
| 일  | 월 | 화 | 수 | 목 | 금 | 토 |
| 1   | 2  | 3  | 4  | 5  | 6  | 7  |
| 8   | 9  | 10 | 11 | 12 | 13 | 14 |
| 15  | 16 | 17 | 18 | 19 | 20 | 21 |
| 22  | 23 | 24 | 25 | 26 | 27 | 28 |
| 29  | 30 |    |    |    |    |    |

| 10월 |    |    |    |    |    |    |
| 일   | 월 | 화 | 수 | 목 | 금 | 토 |
|      |    | 1  | 2  | 3  | 4  | 5  |
| 6    | 7  | 8  | 9  | 10 | 11 | 12 |
| 13   | 14 | 15 | 16 | 17 | 18 | 19 |
| 20   | 21 | 22 | 23 | 24 | 25 | 26 |
| 27   | 28 | 29 | 30 | 31 |    |    |

| 11월 |    |    |    |    |    |    |
| 일   | 월 | 화 | 수 | 목 | 금 | 토 |
|      |    |    |    |    | 1  | 2  |
| 3    | 4  | 5  | 6  | 7  | 8  | 9  |
| 10   | 11 | 12 | 13 | 14 | 15 | 16 |
| 17   | 18 | 19 | 20 | 21 | 22 | 23 |
| 24   | 25 | 26 | 27 | 28 | 29 | 30 |

| 12월 |    |    |    |    |    |    |
| 일   | 월 | 화 | 수 | 목 | 금 | 토 |
| 1    | 2  | 3  | 4  | 5  | 6  | 7  |
| 8    | 9  | 10 | 11 | 12 | 13 | 14 |
| 15   | 16 | 17 | 18 | 19 | 20 | 21 |
| 22   | 23 | 24 | 25 | 26 | 27 | 28 |
| 29   | 30 | 31 |    |    |    |    |

### 음양력 대조 일람
| 음력월 | 월건 | 대소 | 음력 1일의 양력 월일 | 음력 1일 간지 |
| ------ | ---- | ---- | -------------------- | ------------- |
| 1월    | 임인 | 대   | 1월 31일             | 계묘          |
| 2월    | 계묘 | 소   | 3월 2일              | 계유          |
| 3월    | 갑진 | 대   | 3월 31일             | 임인          |
| 4월    | 을사 | 소   | 4월 30일             | 임신          |
| 5월    | 병오 | 대   | 5월 29일             | 신축          |
| 6월    | 정미 | 소   | 6월 28일             | 신미          |
| 7월    | 무신 | 소   | 7월 27일             | 경자          |
| 8월    | 기유 | 대   | 8월 25일             | 기사          |
| 윤8월  |      | 소   | 9월 24일             | 기해          |
| 9월    | 경술 | 대   | 10월 23일            | 무진          |
| 10월   | 신해 | 소   | 11월 22일            | 무술          |
| 11월   | 임자 | 대   | 12월 21일            | 정묘          |
| 12월   | 계축 | 대   | 1958년 1월 20일      | 정유          |